# Kloosterregel

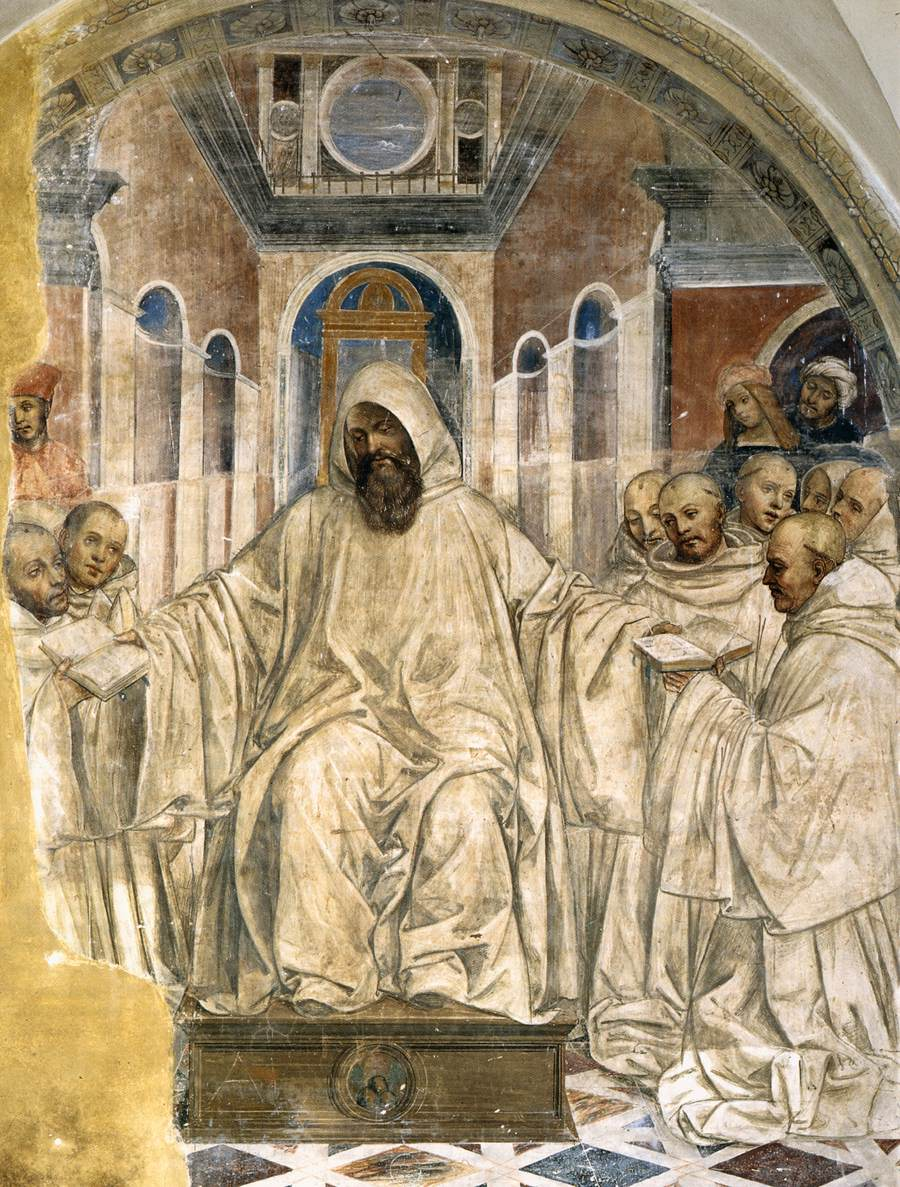
Benedict geeft de Olivetaanse monniken zijn regelgeving, Il Sodoma (ca 1505)

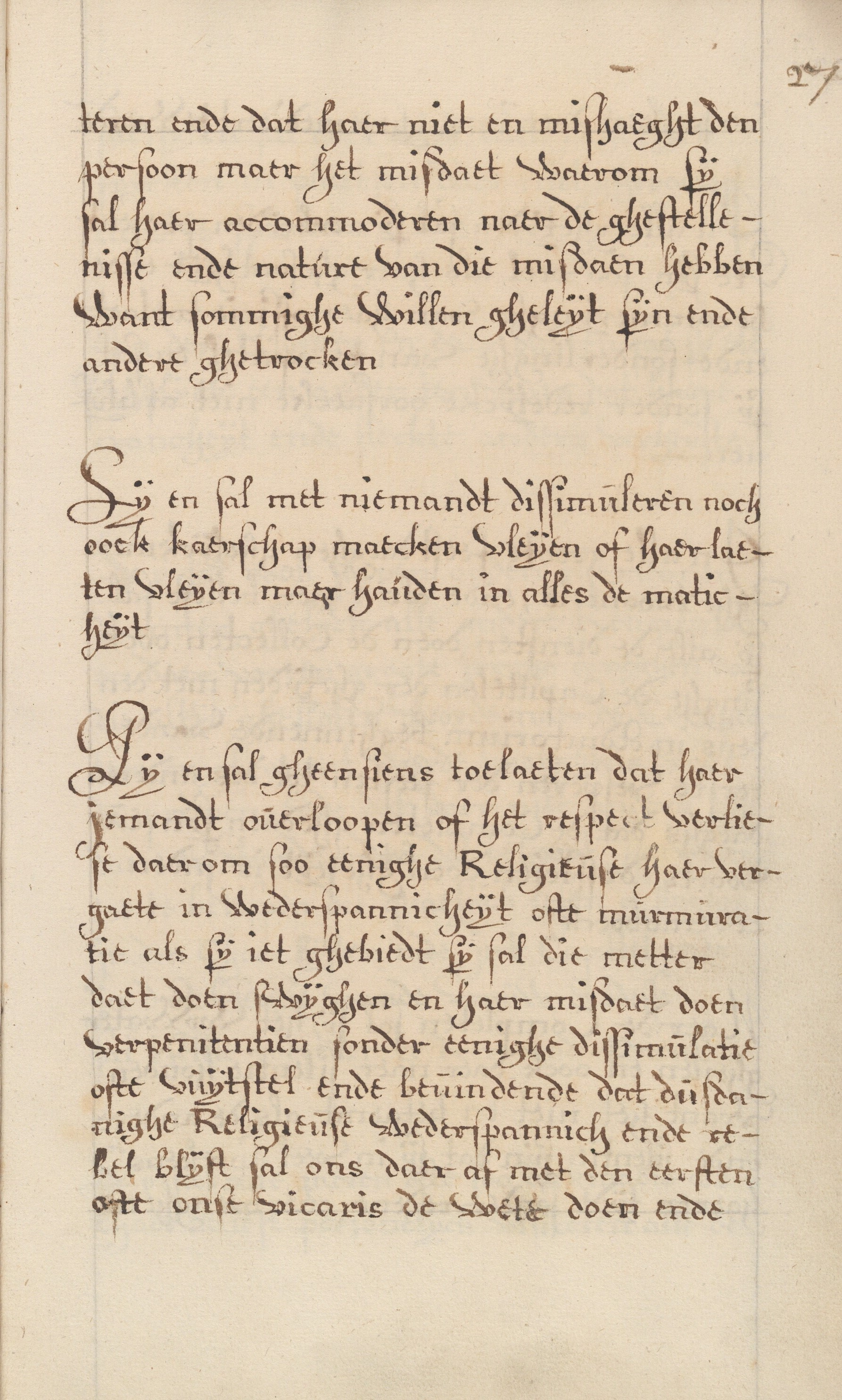
Pagina uit de algemene regelen en statuten van een vrouwenklooster in Vlaanderen. Manuscript uit de 17de eeuw.

Een kloosterregel is het geheel van op papier vastgelegde voorschriften die zaken regelen als doel, gedrag, werkwijze, eetgewoonte, geloofsbelijdenis en huisregels waarnaar de leden van een kloosterorde zich als gemeenschap in een klooster hebben te richten. Ook  waren er maatregelen in opgenomen voor het niet aanhouden van de voorschriften. Het oordeel of iemand zich al dan niet aan de regels hield lag in eerste instantie bij het kloosterhoofd. Ze worden gezien als een vertaling van de beginselen uit het evangelie naar de praktijk van alledag. Andere begrippen voor kloosterregel zijn Regula, Formula vitae, Formula institutionis, Consuetudines (gebruiken, gewoontes), Constitutiones (constituties) of Statuta (statuten).

## Regels
Binnen de organisatie van de Rooms-Katholieke Kerk zijn een aantal belangrijke kloosterregels opgesteld, hier opgesomd in chronologische volgorde:
- de Regel van Pachomius
- de Regel van Basilius
- de Regel van Johannes Cassianus
- de Regel van Aurelius Augustinus - feitelijk een vijftal teksten, namelijk drie (bewerkte) brieven en twee andere geschriften
- de Regula Benedicti, geschreven door Benedictus van Nursia, die een anonieme Regula Magistri bewerkte
- de Regula monachorum en de Regula coenobialis van Columbanus
- de Regel van Chrodegang van Metz (754)
- de Regel van de Karmel (1209)
- de Regel van Franciscus van Assisi - de Regula non bullata (1221) en de Regula bullata (1223).

## Verspreiding
De regel van Chrodegang van Metz gold in eerste instantie voor kanunniken, niet voor monniken. Caesarius van Arles schreef ook een kloosterregel, maar deze vond geen navolging.
De Regel van Benedictus is een boek met 73 hoofdstukken dat door de grote verspreiding van de kloosters der benedictijnen lange tijd de kloosterregel bij uitstek is geweest. Op verzoek van de kerk stelde de wereldlijke koning Karel de Grote deze regel in zijn rijk verplicht in ruil voor politieke ondersteuning. Basisbeginselen ervan waren Stabilitas loci („plaatsgebondenheid“), Conversio morum („bekering van de zeden“) en gehoorzaamheid aan de regels van de kerk. Ze bevatten ook voorschriften voor het voorbereiden van voedsel en wat men mocht eten.
De meer algemeen geformuleerde Regel van Augustinus werd midden dertiende eeuw door de paus verplicht gesteld als te kiezen regel voor nieuwe kloosterorden. Onder de Regel van Augustinus verstaat men overigens feitelijk vijf verschillende teksten. Een brief over het kloosterleven bestaat zowel in een versie voor vrouwen als voor mannen. Niet alleen de augustijnen volgen deze regel. Met name de bedelorden kozen voor deze regel, met uitzondering van de franciscanen.
De clarissen volgen de regel van hun stichteres Clara van Assisi, maar een aantal hieruit ontstane congregaties doet dit juist weer niet.
Kloosterregels kunnen bepalingen over allerlei aspecten van het kloosterleven betreffen. Een basisgegeven zijn de evangelische raden, de oproep om te leven in gehoorzaamheid, kuisheid en armoede. Men vindt men er ook regelingen voor de gebedstijden en het getijdengebed, inclusief het aantal en soms ook de keuze van de te bidden psalmen. Ook het noviciaat, de gang van zaken bij de maaltijden, de te verrichten werkzaamheden, voorschriften voor geestelijke lectuur en meditatie, de verdeling van taken en speciaal de rol van de abt of andere overste kunnen erin zijn vastgehouden.

## Constituties
Aan een kloosterregel werden naargelang de precieze inhoud van de betreffende regel en de gewenste strengheid bij de navolging ervan vaak constituties toegevoegd die meer gedetailleerde regelingen bevatten voor de dagelijkse gang van zaken in een klooster. Deze specifieke documenten beschrijven het vereiste gedrag, de houding en de spiritualiteit.
De kloosters die in de tiende eeuw de hervormingen van de Abdij van Gorze en de Abdij van Cluny overnamen, volgden eigen consuetudines, "gewoonten". In het leven van de cisterciënzers speelden in de twaalfde eeuw documenten als het Magnum exordium en de Carta caritatis – geschreven door Stephan Harding – en de geschriften van Bernardus van Clairvaux een belangrijke rol. Bij de jezuïeten moet men verplicht de Exercities van Ignatius van Loyola lezen.